# II liga polska na żużlu (2003)
II liga polska na żużlu w sezonie 2003. Do rozgrywek początkowo miało przystąpić osiem zespołów. Jeszcze przed rozpoczęciem sezonu zespoły Śląska Świętochłowice i Pogoni Szczecin wycofały się z walki. Przed szóstą kolejką zmagań wycofała się Wanda Kraków. Ostatecznie rywalizację ukończyło sześć zespołów. Awans uzyskały drużyny z Grudziądza i Ostrowa Wielkopolskigo.

## Rozgrywki

### Runda zasadnicza

#### Tabela
M = Rozegrane spotkania; W = Wygrane; R = Remisy; P = Porażki; Pkt = Punkty

#### Wyniki
|                                      | GRU   | OST   | ŁÓD   | KRO   | OPO   | KRA   |
| ------------------------------------ | ----- | ----- | ----- | ----- | ----- | ----- |
| GTŻ Primus Grudziądz                 | x     | 59:30 | 48:42 | 64:25 | 58:32 | 40:0  |
| Intar Przeglądżużlowy.pl Ostrów Wlkp | 44:46 | x     | 50:39 | 66:23 | 67:22 | 40:0  |
| TŻ Łódź                              | 34:55 | 45:44 | x     | 53:36 | 59:31 | 63:27 |
| KSŻ Krosno                           | 25:62 | 44:46 | 29:61 | x     | 47:40 | 53:36 |
| KŻ Kolejarz Opole                    | 33:57 | 39:51 | 45:43 | 38:52 | x     | 40:0  |
| Wanda Kraków                         | 21:68 | 22:68 | 0:40  | 0:40  | 27:61 | x     |

#### Baraże
| o awans |        | Kolejarz Rawicz 7 miejsce w I lidze  | 80:99 | Intar Przeglądżużlowy.pl Ostrów Wlkp 2 miejsce w II lidze |
| ------- | ------ | ------------------------------------ | ----- | --------------------------------------------------------- |
| o awans | 12 paź | Intar Przeglądżużlowy.pl Ostrów Wlkp | 51:38 | Kolejarz Rawicz                                           |
| o awans | 19 paź | Kolejarz Rawicz                      | 42:48 | Intar Przeglądżużlowy.pl Ostrów Wlkp                      |

### Tabela końcowa
| Poz | Klub                                                  |
| --- | ----------------------------------------------------- |
| 1   | GTŻ Primus Grudziądz Awans do I ligi                  |
| 2   | Intar Przeglądżużlowy.pl Ostrów Wlkp. Awans do I ligi |
| 3   | TŻ Łódź                                               |
| 4   | KSŻ Krosno                                            |
| 5   | KŻ Kolejarz Opole                                     |
| 6   | Wanda Kraków                                          |